# 尼爾森NV
尼爾森控股（Nielsen Holdings Inc.）是一家全球性的資訊和市場測量公司，總部位於紐約。尼尔森在100多个国家开展业务，在全球拥有约 44,000 名员工。  

曾经的标志

尼尔森控股在纽约证券交易所上市，目前是标准普尔500指数成分股。

## 历史
尼爾森是世界訊息和市場調查領域的領導企業，特別是在收視率調查領域，這也是尼爾森的主要收益來源。

### Arthur C. Nielsen和“市场份额”
Arthur C. Nielsen创立了AC尼尔森公司于1923年8月，其理念是销售绩效调查。 它是第一家提供市场研究。 该公司于1932年通过创建一个跟踪食品和药品购买流量的零售指数来扩大业务。 这是同类零售测量中的第一个，也是第一次允许公司确定其市场“份额”——“ 市场份额 ”。 亚瑟·尼尔森被认为是发明这个概念的人。 

### 合并和上市
2011年1月，尼尔森（Nielsen）完成了普通股的首次公开发行，随后开始以股票代码“ NLSN”在纽约证券交易所进行交易。2015年8月31日，尼尔森N.V.与Nielsen Holdings plc合并，公司注册地从荷兰变更到到英格兰和威尔士，合并前后，尼尔森进行的业务没有任何更改。

### 2022收购
2022年3月30日，尼尔森宣布，它已接受由埃利奥特投资管理的附属公司Evergreen Coast Capital Corp.和Brookfield Business Partners L.P. 领导的一组私募股权投资者的160亿美元报价，若交易完成，公司将退市。

## 外部連結
- 官方网站
- Nielsen Wire （页面存档备份，存于） - Nielsen news blog